# Новая Россия (журнал)
«Росси́я» или «Но́вая Росси́я» — общественно-политический и литературно-художественный журнал, издававшийся в СССР в 1922—1926 годах.

## История
Журнал издавался с перерывами с марта 1922 по март 1926 года. Журнал возник из-за наступившего в первые годы нэпа оживления в литературных кругах и в кругах русской интеллигенции.
Первые два номера вышли в Петрограде. Затем журнал издавался в Москве под названием «Россия», потом восстановил первоначальное название «Новая Россия». Всего вышло 19 номеров. Бессменным редактором был И. Г. Лежнёв, издателем журнала был З. Л. Каганский.
Охарактеризован Лениным как право-сменовеховский.
Журнал являлся неформальным органом так называемых «сменовеховцев» — течения среди советских интеллектуалов, ставших в начале 1920-х годов на путь сотрудничества с советской властью в надежде на её перерождение в процессе реформ периода нэпа. И. Лежнёв определял журнал как «первый беспартийный публицистический орган» в Советской России; авторы журнала требовали «невмешательства» государства в духовную жизнь интеллигенции.
Первые два номера журнала вышли в марте — мае 1922 года под названием «Новая Россия», но журнал был закрыт по распоряжению Г. Е. Зиновьева. Однако Ленин оспорил это решение (советская власть в то время заигрывала с интеллигенцией) и издание журнала было возобновлено. В 1926 году журнал был окончательно закрыт по распоряжению Политбюро ЦК ВКП(б), расценившего одну из статей И. Лежнёва как непозволительно крамольную.
В «России» печатался ряд известных писателей — «Серапионовы братья»; в первом же номере журнала они опубликовали свою декларацию, М. А. Булгаков, Е. Замятин, А. Ремизов, И. Шмелев. В художественном отделе печатались: Андрей Белый, М. Володин, А. Грин, Вал. Катаев, М. Кузмин, Вл. Лидин, Л. Лунц, О. Мандельштам, О. Миртов, Н. Никитин, Б. Пастернак, Б. А. Пильняк, Е. Г. Полонская, М. Пришвин, А. М. Ремизов, Л. Сейфуллина, С. Сергеев-Ценский, А. Соболь, А. Соколов-Микитов, М. Слонимский, Ник. Тихонов, Ал. Толстой, К. Тренев, Конст. Федин, О. Д. Форш, В. Ходасевич, М. Шагинян, М. М. Шкапская, И. С. Шмелев, Ал. Яковлев, И. Эренбург и другие. Из известных произведений были напечатаны романы М. Булгакова «Белая гвардия», О. Форш — «Одеты камнем» и И. Эренбурга «Любовь Жанны Нэй». В отделе публицистики и критики печатались проф. С. А. Адрианов, проф. И. Г. Александров, проф. М. Н. Боголепов, А. А. Брусилов, А. Г. Горнфельд, Н. Адюшов, И. Лежнев, В. Муйжель, К. Столяров, В. Г. Тан-Богораз, проф. Ю. И. Фаусек, проф. Я. И. Френкель, проф. О. Д. Хвольсон, М. А. Чехов, М. Г. Шагинян, Карл Эйнштейн и другие.